# Şevval İlayda Tarhan
Şevval İlayda Tarhan (Ankara, 4 de febrero de 2000) es una deportista turca que compite en tiro, en la modalidad de pistola. Participó en los Juegos Olímpicos de París 2024, obteniendo una medalla de plata en la prueba de pistola 10 m mixto (junto con Yusuf Dikeç).

## Palmarés internacional
| Juegos Olímpicos | Juegos Olímpicos | Juegos Olímpicos | Juegos Olímpicos   |
| Año              | Lugar            | Medalla          | Prueba             |
| ---------------- | ---------------- | ---------------- | ------------------ |
| 2024             | París (Francia)  | Medalla de plata | Pistola 10 m mixto |